# Morti nel 1403
| Questa pagina contiene informazioni ricavate automaticamente dalle voci biografiche con l'ausilio del template Bio e di un bot. L'aggiornamento è periodico e automatico e ricostruisce completamente la pagina. Se manca una persona in questa lista, sei pregato di non aggiungerla, ma accertati piuttosto che la sua voce biografica contenga il template Bio e che i dati anagrafici siano correttamente compilati. Se il template Bio manca, inseriscilo tu stesso o, in alternativa, metti l'avviso {{tmp\|Bio}} che ne segnala la mancanza. Se i dati riportati sono sbagliati, correggi direttamente la voce biografica; le modifiche saranno visibili in questa lista entro pochi giorni. Per chiarimenti vedi il progetto biografie. La lista contiene solo le 23 persone che sono citate nell'enciclopedia e per le quali è stato implementato correttamente il template Bio. Pagina aggiornata al 2 mag 2025. |

- 3 febbraio - Luigi Guicciardini, banchiere e politico italiano
- 8 marzo - Bayezid I, sultano ottomano (n. 1360)
- 30 marzo - Giovanni Sensi, religioso italiano
- 10 maggio - Katherine Swynford, nobile (n. 1350)
- 1º giugno - Siraj al-Din al-Bulqini, giurista egiziano (n. 1324)
- 21 luglio - Henry Percy, cavaliere medievale inglese (n. 1364)
- 23 luglio - Thomas Percy, I conte di Worcester, nobile inglese (n. 1343)
- 13 agosto - Smil Flaška di Pardubice, poeta e politico ceco (n. 1349)
- 6 ottobre - Pierre de la Vergne, cardinale francese
- 27 ottobre - Martín de Zalba, vescovo e cardinale spagnolo
- 20 novembre - Giovanna di Navarra, nobildonna (n. 1339)
- Arcoano Buzzaccarini, nobile, militare e politico italiano (n. 1330)
- Carlo Visconti di Parma, nobile italiano (n. 1359)
- Giovanni Dardel, vescovo e storico francese
- Giacomo Dolfin, nobile, politico e militare italiano
- Eleonora d'Arborea
- İsa Çelebi, principe ottomano (n. 1380)
- Abd al-Karim al-Jili, mistico iraniano (n. 1366)
- Niccolò da Bologna, miniatore italiano (n. 1325)
- Ottone X di Weimar-Orlamünde, nobile tedesco
- Angelo Ricasoli, vescovo cattolico italiano
- Hugues de Saint-Martial, cardinale francese
- Pere de Santcliment, vescovo cattolico spagnolo (n. 1367)